# Grigol Mgaloblichvili
Pour les articles homonymes, voir Grigol.
Grigol Mgaloblichvili, (en géorgien : გრიგოლ მგალობლიშვილი), né le 7 octobre 1973 à Tbilissi, parfois surnommé Guega ou Guegoua Mgaloblichvil, est un homme d'État géorgien, sans étiquette, Premier ministre du 1er novembre 2008 jusqu'au 6 février 2009.

## Biographie
Né en 1973 à Tbilissi, il est ambassadeur de Géorgie en Turquie de 2004 jusqu'au 28 octobre 2008. Le 27 octobre 2008, Mikheil Saakachvili limoge le Premier ministre Vladimer Gourguenidze, à la suite des critiques du gouvernement de celui-ci par le peuple géorgien. Le président géorgien nomme alors Grigol Mgaloblichvili Premier ministre. Il est le 8e à accéder à ce poste depuis l'indépendance géorgienne de 1991, si l'on ne compte pas les deux chefs de gouvernement de la Géorgie indépendante de 1918 à 1921.
Il parle couramment l'anglais, le turc, le russe et l'allemand. Il est marié et père de deux enfants.
Le 30 janvier 2009, il tient une conférence de presse pour annoncer sa démission à cause de problèmes de santé. Le président Saakachvili nomme Nikoloz Guilaouri, alors premier vice-Premier ministre et ministre des Finances, pour lui succéder.